# Anachronox
Anachronox [əˈnækrənɒks] (gebildet aus anachronism und noxious) ist ein 3D-Computer-Rollenspiel, entwickelt von Tom Hall und dem Entwicklungsstudio Ion Storm. Es wurde 2001 von Eidos für die Windows-Plattform veröffentlicht.

## Handlung
Der vom Spieler geführte Protagonist ist Sylvester „Sly Boots“ Bucelli, ein ausgebrannter Privatdetektiv, der in den Slums einer Alienwelt namens Anachronox arbeitet. Diese Welt sitzt im Inneren einer riesigen Hülle, genannt Sender One, die das Zentrum eines galaxisweiten Netzwerkes von Raumverknüpfungen ist. Obwohl gegen seinen Willen rekrutiert, untersucht er ein Geheimnis, das bis zu den Ursprüngen des (Anachronox-)Universums zurückreicht. Hierfür durchstreift der Protagonist das Universum und begegnet vielen skurrilen Charakteren, die auch Teil seines Teams werden können.

## Spielprinzip
Die Spielmechanik wurde stark von Spielkonsolen-RPGs wie Chrono Trigger inspiriert, eines von Tom Halls Lieblings-Videospielen. Jedoch liegt bei Anachronox der Spielschwerpunkt beim Erzählen und Entdecken der Hintergrundgeschichte anstatt einer RPG-typischen Charakterentwicklung und Ausrüstungsjagd.

## Technik
Als technische Basis wurde eine stark modifizierte Version der Spiel-Engine id Tech 2 (Quake II) verwendet. Sie wurde erweitert, um Verbesserungen wie eine größere Farbpalette und komplexere Charakter-Animierungen (wie realistischere Mimik) zu ermöglichen.

## Entwicklungsgeschichte
Die Entwicklung bis zur (erzwungenen) Veröffentlichung 2001 dauerte ungefähr dreieinhalb Jahre und war damit auch drei Jahre hinter dem ersten Veröffentlichungstermin 1998. Das Entwicklungsteam konnte ungefähr die Hälfte des ursprünglich angepeilten Spielumfangs fertigstellen, weswegen es mit einem großen Cliffhanger endet. Die Geschichte sollte im Nachfolger Anachronox Prime vollendet werden, jedoch wurde dieser bis jetzt nicht entwickelt.

### Späterer Support
Nach der Veröffentlichung wurden drei inoffizielle Patches verfügbar – zwei von Joey Liaw (einer der Spielprogrammierer), die Verbesserungen wie Taxis zwischen weit entfernten Positionen, verbesserte Stabilität und bequemeres Abspeichern einführte – und ein sogenannter Community-Patch von Fans, der die meisten verbliebenen Bugs beseitigte. Inoffizielle Übersetzungen in andere Sprachen, z. B. Deutsch, wurden ebenfalls durch die Fangemeinde entwickelt.

### Machinima
Nach dem Release erstellte Jake Strider Hughes, der Verantwortliche für die Filmszenen des Spiels, aus den Zwischensequenzen des Spiels einen zweieinhalbstündigen Machinima-Film. Er wurde auf dem Machinima Film Festival 2002 in den Kategorien Bestes Bild, Bestes Drehbuch und Beste Technische Leistung ausgezeichnet.

### Wiederveröffentlichung
Im März 2012 wurde Anachronox durch die Digitale Distribution gog.com wiederveröffentlicht.

## Rezeption
Von der Presse und in Spielreviews wurde Anachronox durchmischt bis positiv aufgenommen; bei GameRankings.com erreicht es einen Wert von 80,15 %, gewonnen aus 35 Reviews. Das US-amerikanische Spielemagazin Computer Gaming World zeichnete das Spiel in seinem Jahresrückblick mit einem Sonderpreis für den besten Humor in einem Computerspiel aus:

“Tom Hall's epic RPG was bursting with lough-out-loud, throwaway dialogue and cut-scenes that, as in the best LucasArts adventures, had nothing to do with the story but everything to do with keeping us entertained. A classy exit for gaming's favorite whipping boys.”

„Tom Halls episches Rollenspiel quoll über vor lauten Lachern, Wegwerf-Dialogen und Zwischensequenzen, die wie in den besten LucasArts-Adventures nichts mit der Handlung zu tun hatten, sondern uns vor allem unterhalten sollten. Ein erstklassiger Abgang für die liebsten Prügelknaben der Spieleszene.“

Auch entstand eine rege Fangemeinde; der schräge Humor, die überzeugende Cyberpunk-Spielatmosphäre und ein guter Soundtrack wurden hierzu oft als Gründe angeführt.